# جیلیان جیکوبز
جیلیان جیکوبز (به انگلیسی: Gillian Jacobs) بازیگر آمریکایی است. از نقش‌آفرینی‌های او می‌توان به مجموعه‌های فرینج، همسر خوب، انجمن، عشق، دختران، شکست‌ناپذیر و فیلم‌های باغ‌های شب و درنگ نکن اشاره کرد.